# Hoof (Schauenburg)
Pour les articles homonymes, voir Hoof.
Hoof est un quartier de la commune allemande de Schauenburg, au nord du Land de Hesse, dans le district de Cassel.

## Géographie
Hoof se trouve à environ onze kilomètres au sud-ouest de Cassel, dans l'espace naturel de la Hoofer Pforte (de), une vallée qui s'étend le long de la rivière Bauna (de) en direction du sud-est, entre le Hoher Habichtswald (de) (jusqu'à 614,7 m d'altitude) au nord et le Langenberg (jusqu'à 557 m) au sud. Hoof est situé au centre de la commune de Schauenburg, entre les localités de Breitenbach à l'ouest et d'Elgershausen (de) à l'est, et s'étend au confluent de la Bauna supérieure et de la Bauna inférieure vers la Bauna.
Hoof présente une forte déclivité avec un dénivelé d'environ 100 m dans la zone bâtie (310 à 410 m). À l'ouest de Hoof se trouvent les vestiges du château de Schauenburg, sur le Schauenburger Burgberg (de), qui culmine à 500 m.
Des tronçons de deux chemins de randonnée, le Baunapfad (de) et le Herkulesweg (de), traversent Hoof.